# أماندا أنيسيموفا
أماندا أنيسيموفا (بالإنجليزية: Amanda Anisimova)‏ هي لاعب كرة مضرب أمريكية، ولدت في 31 أغسطس 2001 في Freehold Township, New Jersey ‏ في الولايات المتحدة.

## وصلات خارجية
- أماندا أنيسيموفا على موقع رابطة محترفات التنس (الإنجليزية)
- أماندا أنيسيموفا على موقع الاتحاد الدولي لكرة المضرب (الإنجليزية)
- أماندا أنيسيموفا على موقع بطولة ويمبلدون (الإنجليزية)
- أماندا أنيسيموفا على موقع إي إس بي إن.كوم (الإنجليزية)